# Isaac Taylor (graveur)
Pour les articles homonymes, voir Isaac Taylor (homonymie).
Isaac Taylor (Worcester, 1730 — Edmonton, 1807) est un graveur et illustrateur britannique.

## Biographie
Isaac Taylor, fils de William et Ann Taylor, naît le 13 décembre 1730 dans la paroisse de Saint-Michael à Bedwardine, dans la ville de Worcester,.
Au début de sa carrière, il aurait travaillé successivement comme fondeur de laiton, orfèvre et géomètre,. Il doit cette polyvalence à son père, qui a moulé un lustre pour l'hôtel de ville de Worcester en concurrence avec une entreprise de Birmingham, et qui a également gravé des cartes pour les commerçants et des plaques d'argent pour les familles du comté,,.
Vers 1752, Isaac, s'estimant maltraité à la maison, se rend à Londres sans le sou,. Il trouve d'abord un emploi chez un orfèvre, puis chez le géographe Thomas Jefferys, à l'angle de St Martin's Lane (en).
Sous sa direction, il exécute un certain nombre de planches pour le Gentleman's Magazine. Isaac Taylor se concentre progressivement sur l'illustration de livres, qui lui apporte une certaine renommée : parmi les premiers ouvrages qu'il a illustrés figurent le Owen's Dictionary et le Tooke's Pantheon,,.
Isaac Taylor épouse Sarah Hackshaw Jefferys (1733-1809) à Shenfield (en) (Essex), le 9 mai 1754, nièce du cartographe Thomas Jefferys. Ils ont pour enfants Charles (en) (1756-1823, qui deviendra graveur) ; Isaac (en) (1759-1829, qui deviendra peintre) ; Josiah (1761-1834, futur éditeur prospère de Hatton Garden) ; Sarah (1763-1845) ; et Ann (1765-1832). Josiah (1761-1834), un éditeur prospère de Hatton Garden ; Sarah (1763-1845), qui épousa Daniel Hooper ; et Ann (1765-1832, qui deviendra la mère de l'écrivain John Howard Hinton (en)). Isaac Taylor élève ses deux fils aînés « avec grand soin dans sa propre profession ».
Peu après son mariage, il part à Brentwood, où il s'essaie au métier de géomètre, mais décide de retourner à Londres.
Incorporé à la Society of Artists en janvier 1765, Taylor est rapidement admis comme membre, avant d'être nommé secrétaire en 1774 pour succéder à John Hamilton, étant le troisième à occuper ce poste,. Au moment où il rejoint la société, Taylor vit à Holles Street, Clare Market (en).
Les progrès réalisés à cette époque par les graveurs anglais sont illustrés par sa gravure pour John Boydell de A Flemish Collation, d'après Willem van Herp, qui a été présentée lors de la première exposition à Spring Gardens, et par son élégante vignette pour les Poetical Works de John Langhorne (en) (1766), cette dernière étant en concurrence directe et réussie avec ce qui avait été considéré jusqu'alors comme un monopole des « graveurs de bibliothèque » de France.
Taylor dessine et grave la vignette du The Deserted Village (en) d'Oliver Goldsmith en 1770, ainsi que des planches pour The Fool of Quality (en) de Henry Brooke, un frontispice pour History of the Reign of the Emperor Charles V de William Robertson (1772), des gravures sur bois pour A Voyage to the Cape of Good Hope d'Anders Sparrman, Historia Antigua de México de Francisco Javier Clavijero, Cyclopaedia d'Ephraïm Chambers et de nombreuses autres publications. Parmi ses meilleures gravures figurent celles illustrant le roman de son ami Samuel Richardson, The History of Sir Charles Grandison, dont il expose les plaques avec la Société des Artistes en 1778,,. Thomas Bewick estime que « peu de plaques ont été supérieures à celles-ci » mais lui reproche d'avoir trop suivi les tendances du moment en tant que dessinateur,.
Parmi les amis personnels de Taylor, outre Bewick, figurent David Garrick, Lewis Goldsmith, Francesco Bartolozzi, Richard Smirke (en) et Henry Fuseli.
Isaac Taylor semble avoir déménagé au Bible and Crown, Holborn, vers 1770, puis à Chancery Lane (en), dans le quartier de Farringdon Without (en), en 1773, et de nouveau à Holborn en 1776. Peu après 1780, Taylor se retire à Edmonton, et s'amuse à peindre quelques sujets à l'huile.
Il meurt dans cette ville le 17 octobre 1807 à l'âge de 77 ans, et est enterré dans le cimetière d'Edmonton, où un monument lui est dédié,,.

## Œuvre

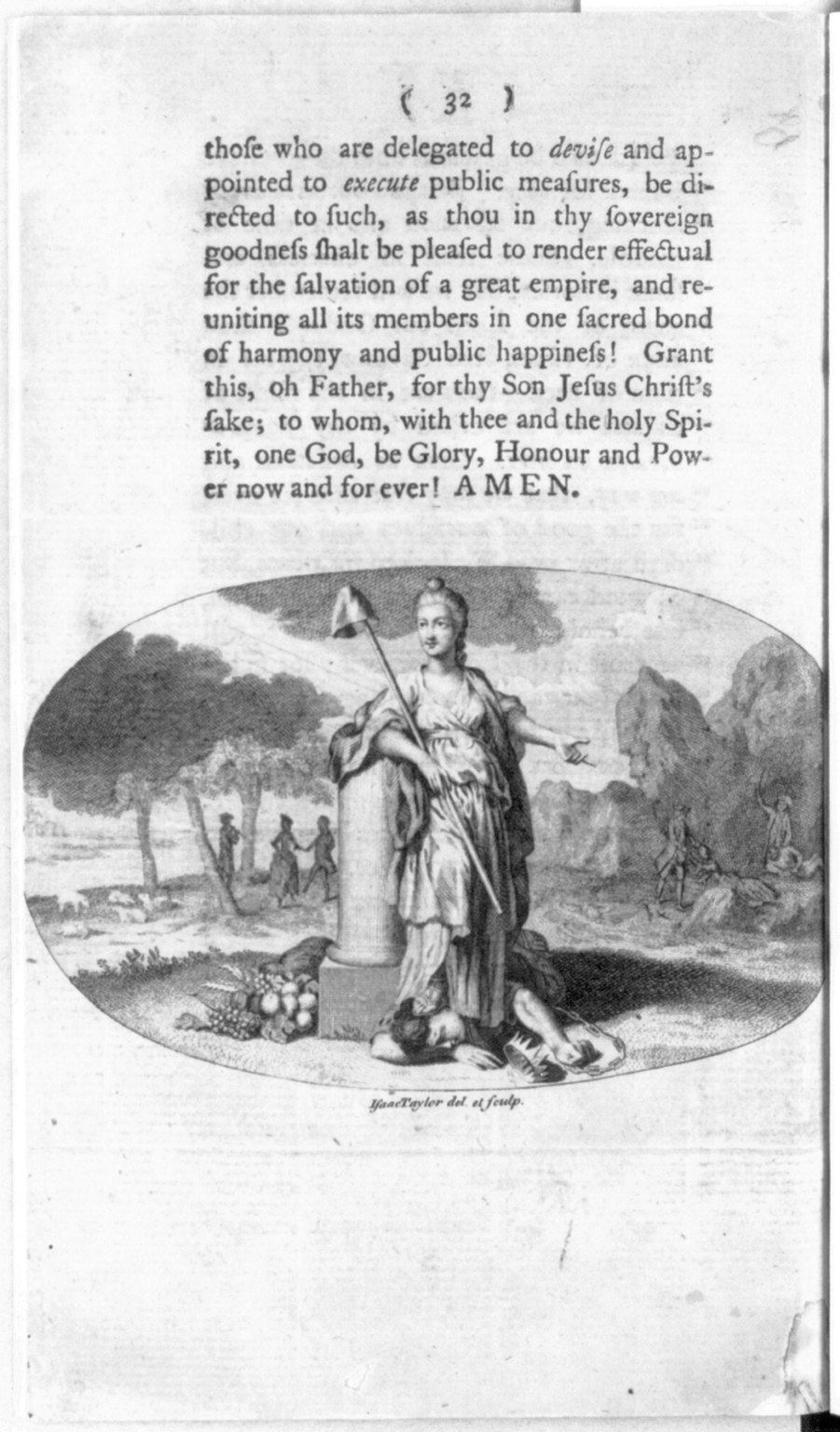
Liberty triumphs over Tyranny, illustration pour A sermon on the present situation of American affairs de William Smith (Londres, 1775), Library of Congress.

Les œuvres d'Issac Taylor ont une belle finition, sont de facture solide, et ses plaques étaient censées supporter mieux la presse que celles de tout autre graveur de l'époque,.
Il a jeté les bases de ce style ornemental de décoration de bibliothèque dans lequel, à la fin du XVIIIe siècle, l'artisanat anglais a remporté des triomphes décisifs sur celui du continent. 
« Son excellence en tant que portraitiste est attestée » par les tableaux de lui-même et de sa femme qu'il a peints peu après leur mariage. Il s'agit de sujets extérieurs dans lesquels le paysage est traité avec « beaucoup de talent ».
Parmi les autres portraits de Taylor, il y a plusieurs spécimens dans le cabinet des estampes du British Museum, y compris un dessin au crayon de l'écrivain Cornelius Cayley (en) (1773), l'actrice Frances Abington en tant que Lady Betty Modish (dessinée et gravée à l'eau-forte et au burin), l'acteur David Garrick dans le personnage d'un marin ivre parlant le prologue de Britannia (1778), Garrick en tant que Tancred (1776.

## Conservation
- Espagne
  - Bibliothèque nationale d'Espagne, Madrid[9]

- États-Unis
  - National Gallery of Art, Washington D.C.[10]
  - Bibliothèque du Congrès, Washington D.C.[11]

- Nouvelle-Zélande
  - Musée d'Art d'Auckland, Auckland[12]

- Royaume-Uni
  - Royal Academy, Londres[13]
  - National Portrait Gallery, Londres[14]